# Ctenus smythiesi
Ctenus smythiesi este o specie de păianjeni din genul Ctenus, familia Ctenidae, descrisă de Simon, 1897. Conform Catalogue of Life specia Ctenus smythiesi nu are subspecii cunoscute.